# Meningite meningococcica
La meningite meningococcica è una malattia batterica acuta provocata da Neisseria meningitidis.

## Descrizione
Si tratta di una patologia molto grave, caratterizzata, dopo un periodo di incubazione di 1-10 giorni, da un esordio improvviso, con febbre, cefalea intensa, rigidità nucale, nausea, vomito e frequente esantema. Responsabili della malattia, nella maggior parte dei casi, sono i microrganismi di gruppo A, B e C.

## Epidemiologia

Aree endemiche per Neisseria meningitidis.

Nei paesi in cui la malattia è endemica, il 5-10% della popolazione può essere portatore asintomatico del batterio a livello delle prime vie respiratorie.

## Prognosi
La prognosi è infausta per la quasi totalità dei pazienti non trattati, tra i quali si raggiunge una mortalità vicina al 100%. Con una diagnosi precoce, invece, seguita da una corretta terapia e da misure di sostegno, nella maggior parte dei casi si ha una rapida guarigione senza postumi: il tasso di letalità, in questo caso, varia tra il 5 e il 10%.